# Дом Н. М. Карамзина
Дом Н. М. Карамзина (Домик литераторов) — памятник истории в центре Нижнего Новгорода. Построен в конец XVIII века. Автор проекта не установлен. Самый старый деревянный дом в застройке города.  
Историческое здание по адресу улица Ульянова, 8 сегодня — объект культурного наследия Российской Федерации.

## История
После исключения из штатов Ионниковского монастыря в 1764 году территория, примыкающая к главной городской Благовещенской площади, сохранилась во владении нижегородских архиереев. Они имели здесь загородный дом, резиденцию и сад. Расположенные рядом участки земли, с разрешения губернских властей, но вопреки воле местных епископов, постепенно отдавались под жилую застройку. На проложенном в 1788 году участке улицы Большой Печёрской (сегодня — отрезок улицы Ульянова от площади Минина до Осыпной (Пискунова) улицы) был возведён деревянный дом на каменном полуэтаже. 
Здание представляло собой особый тип нижегородского жилого строения, архитектура которого имела связи с древними рублеными хоромами и одновременно украшенное ордерными элементами. Были известны три подобных дома в застройке Нижнего Новгорода конца XVIII века. Н. Ф. Филатов указывал, что есть основания считать автором проекта первого нижегородского губернского архитектора Я. А. Ананьина.
Изначально дом имел высокую четырёхскатную кровлю (колпаком), над четырьмя пилястрами главного фасада — треугольный фронтон со слуховым полуциркулярным оконцем. Угловые части получили выполненный на плане «руст». В каменном цоколе размещались кухни и кладовые. Первоначальная архитектура здания сохранялась до середины XIX века, пока он принадлежал Ивану Яковлевичу Келейникову.
Предания и историки связывают дом с жизнью в Нижнем Новгороде в 1812—1813 годах Н. М. Карамзина, с деятельностью его кружка.                         
На 2019 год здание находилось в аварийном состоянии, с обвалившейся крышей. По мнению градозащитников, собственник здания, бизнес-омбудсмен Нижегородской области Павел Солодкий, намеренно довёл дом до такого состояния, так как собирается возвести на участке многоэтажную гостиницу. Активистка движения «СпасГрад» Анна Давыдова говорила, что сформированный под застройку участок со всех сторон опоясывает дом, при этом не определены зоны охраны памятника. Член совета общественного движения «Деревянные города» Станислав Дмитриевский посчитал, что собственник рассчитывает своим бездействием по ремонту довести здание до разрушения. Павел Солодкий говорил, что в отношении здания выполнена проектная документация по сохранению, но конкретных мер по его спасению озвучить не смог.     